# Paul Tischel
Paul Tischel (* 23. Oktober 1902; † im 20. Jahrhundert) war ein deutscher Politiker (NSDAP).
Tischel besuchte die Volksschule und arbeitete als Landarbeiter in Gerdauen und landwirtschaftlicher Kämmerer. Er war evangelischer Konfession, verheiratet und hatte Kinder. 1920 war er Mitglied eines Freicorps und 1923 bis 1925 Soldat der Reichswehr. Am 1. Oktober 1929 trat er der NSDAP bei (Mitgliedsnummer 168.214). Im Dezember 1932 wurde er Adjutant des Kreisleiters Kreis Gerdauen. Januar 1933 bis April 1933 war er stellvertretender Kreisleiter im Kreis Gerdauen. 1933 war er für den Kreis Gerdauen und die NSDAP Mitglied im letzten Provinziallandtag der Provinz Ostpreußen. April bis August 1933 war er Kreisleiter im Kreis Oletzko. Von Juni 1932 bis November 1934 war er Bezirksbetriebsgemeinschaftsverwalter der Reichsbetriebsgemeinschaft. 1937 war er Kreisleiter und Gaubetriebsgemeinschaftsverwalter. Im Juni 1933 übernahm er die Landarbeitergewerkschaften und baute den neuen Landarbeiterverband in der DAF Ostpreußen auf. Vom 1. Oktober 1929 bis zum 31. Dezember 1931 war er Mitglied der SA und dort Truppführer. Ab dem 1. August 1933 war er Mitglied in der SS und dort Scharführer und Verbindungsmann zum Oberpräsidium. Ab Dezember 1934 war er Mitglied der Landbauernschaft Ostpreußen.